# HD 208095
HD 208095，又名BD+55 2639，SAO 33819、HR 8357，是一颗恒星，视星等为5.71，位于銀經99.56，銀緯1.28，其B1900.0坐标为赤經21h 48m 37.9s，赤緯+55° 1.28′ 36″。